# بالتیمور کلاب
بالتیمور کلاب (به انگلیسی: Baltimore club) که با نام‌های "بیمور کلاب"، "بیمور هاوس" یا به‌طور مختصر "بیمور" نیز نامیده می‌شود، زیرسبکی از موسیقی بریک بیت و مخلوطی از هیپ هاپ و موسیقی هاوس قطعه قطعه و بریده شده‌است. این سبک در اواخر دههٔ ۱۹۸۰ در بالتیمور واقع در ایالت مریلند، ایالات متحده آمریکا و توسط تو لایو کرو، لوتر کمپبل، فرانک اسکی، بیگ تونی، اسکاتی بی و دی جی اسپن ابداع شد.
بنای اصلی سبک بالتیمور کلاب، ساختار ضربی ۸/۴ است و تندای موسیقایی حدود ۱۳۰ ضرب در دقیقه دارد. در این سبک از وکال‌های قطعه قطعهٔ تکراری و پشت سر هم مانند سبک ترپ استفاده می‌شود، این صداها اغلب از برنامه‌های تلویزیونی مانند سنفورد اند سان و باب‌اسفنجی شلوارمکعبی برگزیده می‌شد، گرچه حتی می‌توانست شامل صدای فریاد و آواهای ساده باشد.